# 虹のファンタジスタ
虹のファンタジスタ（にじのファンタジスタ）は、日本の5人組女性アイドルグループ。ディアステージ所属。略称は「虹ファン」。2021年3月1日に活動休止。

## 概要
「でんぱ組虹コンJr.メンバー募集オーディション」にて虹のコンキスタドールのジュニアユニットとして結成。2019年7月31日、「DEARSTAGE新人ユニットお披露目」にてお披露目。
天真爛漫？才色兼備？純情可憐？唯一無二の自分たちが思う「かわいい！」や「好き！」を追い求める平均年齢17歳アウトドア系・正統派アイドルグループ。キャッチコピーは「世の中の全ての人を笑顔に変えるべく降臨したファンタジスタたち！！！」

## 略歴

### 2019年
- 07月31日 - 10名で結成[3]。「DEARSTAGE新人ユニットお披露目LIVE」（WWW X）でmeme tokyo.、リルネード と共にお披露目となった[4]。オーディションで特別賞となった神田は、映画「FIND」への出演が発表された[4]。
- 08月03日 - TOKYO IDOL FESTIVAL2019の「でんぱ組虹コンJr.メンバー オーディションステージ」（SMILE GARDEN）に出場[4][5]。
- 10月01日 - 学業に専念する為、橘流花が活動辞退[6]。
- 11月15日 - 神田ジュナが出演した映画『FIND』が公開[7]。
- 12月07日～08日 「でんぱ組.inc 幕張ジャンボリーコンサート」にバックダンサーとして出場[8][9]。
- 12月16日 - 学業に専念する為、藤田汐梨が活動辞退[10]。
- 12月25日 - 「エアトリ presents 毎日がクリスマス2019」の「聖なる☆ディアステージ vol.2」第1部（横浜赤レンガ倉庫第一号館3Fホール）に出場[11]。

### 2020年
- 05月14日 - 『週刊ヤングジャンプ』24号にて、「サキドルエースSURVIVAL SEASON10」に神田ジュナが参加[12]
- 06月15日～06月21日 -  「映画「君は彼方」声優出演オーディション」に二色真鈴が参加し、1位となる[13]。
- 08月28日 - トレカシングル「サマ☆フェス」発売[14]。
- 08月31日～09月06日 - 「届け！FM83〇！マンデーナイトシンフォニーR」声優レギュラーキャストオーディションに二色真鈴が参加[15]。
- 11月03日 - 学業に専念する為、川上栞が脱退[16]。
- 11月27日 - 二色真鈴が声優出演（飼育員さん役）した映画『君は彼方』が公開。
- 12月25日 - 「虹のファンタジスタ 単独公演」（AKIBAカルチャーズ劇場）をもって、月村有希、穂波こころが卒業[17]。

### 2021年
- 02月16日 - でんぱ組.incの「ウルトラ☆マキシマム☆ポジティブ☆ストーリー!! ～バビュッといくよ未来にね☆～」（豊洲PIT）にて、高咲陽菜がでんぱ組.incに加入（兼任）することが発表された[18]。
- 03月01日 - 同日付けで全メンバー卒業、活動休止となることが発表された[2]。

## メンバー
最終メンバー
| 名前       | よみ         | 担当色 | 愛称       | 生年月日               | 出身地 | 身長  | 血液型 | 備考                                                            |
| ---------- | ------------ | ------ | ---------- | ---------------------- | ------ | ----- | ------ | --------------------------------------------------------------- |
| 神田ジュナ | かんだじゅな | 紫     | ジュナなん | 2002年7月19日（23歳）  | 千葉県 | 162cm | AB型   | #DSPMSTARS、虹のコンキスタドールで活動。2024年8月17日卒業、引退 |
| 佐藤楓彩   | さとうふうあ | 桃     | ふうちゃん | 2003年10月6日（21歳）  | 埼玉県 | 154cm | A型    | #DSPMSTARSで活動。2021年11月30日付けでディアステージを退所      |
| 高咲陽菜   | たかさきひな | 橙     | ひなちゃん | 2006年11月24日（18歳） | 山梨県 | 155cm | O型    | 兼任していたでんぱ組.incの活動に専念。2025年4月6日引退          |
| 二色真鈴   | にしきまりん | 緑     | まりちー   | 2002年3月15日（23歳）  | 千葉県 | 144cm | B型    | Laynに移籍。2025年4月6日卒業、引退                              |
| 星名葉月   | ほしなはづき | 藍     | はーちゃん | 2005年8月9日（20歳）   | 静岡県 | 157cm | A型    | 太陽と踊れ月夜に唄えに加入（野々瀬葉月）                        |

旧メンバー
| 名前       | よみ           | 担当色 | 愛称       | 生年月日               | 出身地   | 身長  | 血液型 | 備考                                                              |
| ---------- | -------------- | ------ | ---------- | ---------------------- | -------- | ----- | ------ | ----------------------------------------------------------------- |
| 橘流花     | たちばなるか   |        | るんちゃん | 2002年10月13日（22歳） | 茨城県   | 156cm | B型    | 2019年10月、学業に専念するため活動辞退                            |
| 藤田汐梨   | ふじたしおり   |        | ふしちゃん | 2003年6月10日（22歳）  | 東京都   | 156cm | O型    | 2019年12月、学業に専念するため活動辞退 2021年3月SOLに加入         |
| 川上栞     | かわかみしおり | 青     | しおりん   | 2005年10月2日（19歳）  | 神奈川県 | 160cm | A型    | 2020年11月、学業に専念するため脱退 2022年5月Bunny La Crewに加入。 |
| 月村有希   | つきむらゆき   | 黄     | ゆきもん   | 2005年2月9日（20歳）   | 大阪府   | 163cm | B型    | 2020年12月卒業                                                    |
| 穂波こころ | ほなみこころ   | 赤     | こころん   | 2003年8月21日（21歳）  | 熊本県   | 153cm | A型    | 2020年12月卒業                                                    |

## 作品
シングル

## 出演

### 映画
- FIND（2019年11月15日） - 神田ジュナ（ユキナ役）[19]
- 君は彼方（2020年11月27日） - 二色真鈴（飼育員さん役）[20]

### ラジオ
- GIRLS♥GIRLS♥GIRLS =FULL BOOST= 「虹コンの征服ちゅうずでぃ」（FM FUJI）
  - 2019年08月06日 ゲスト：藤田汐梨、神田ジュナ[21]
  - 2020年08月25日 代打出演：神田ジュナ、二色真鈴[22]

### 雑誌
- 週刊ヤングジャンプ（2020年24号、集英社） - 神田ジュナ（水着グラビア）[23]